# Палогранде
Стадион Палогра́нде (исп. Estadio Palogrande) — футбольный стадион, расположенный в городе Манисалесе. Стадион был построен в 1936 году, но в 1994 был значительно перестроен. На нём проводит домашние матчи клуб «Онсе Кальдас».

## История
Строительство стадиона началось в 1930 году и завершилось в 1936, к IV Национальным играм Колумбии. Архитектором был Хорхе Аранго Урибе, и первоначальная вместимость арены Манисалеса составляла 16 тыс. зрителей. В 1949 году стадион был переименован в честь мэра Манисалеса Фернандо Лондоньо Лондоньо, и под таким названием стадион был известен вплоть до 1993 года, когда началась его кардинальная перестройка.
Фактически от старой арены, где были непропорционально большие деревянные брёвна между секторами, не осталось ничего. Однако память о старом стадионе сохранилась в возвращении исходного названия — «Пало Гранде» можно перевести как «большое бревно». Руководил перестройкой арены в начале 1990-х годов архитектор Хорхе Гутьеррес вместе с Энрике Гомесом. В 1996 году над ареной была воздвигнута крыша и улучшено освещение. Окончание реконструкции было отмечено товарищеским матчем Онсе Кальдаса и бразильского «Интернасьонала», который закончился со счётом 1:1.
Палогранде стал одним из самых крупных, современных и удобных стадионов Колумбии. На нём дважды (в 1987 и 2005 гг.) проходили чемпионаты Южной Америки среди молодёжных сборных. В 2001 году на Палогранде было сыграно всего два матча Кубка Америки, зато это были четвертьфинал (Бразилия — Гондурас — 0:2) и полуфинал с участием хозяев турнира (Колумбия — Гондурас — 2:0). В 2011 году Палогранде стал одним из стадионов, принимавших молодёжный чемпионат мира по футболу. Сборная Колумбии иногда проводит товарищеские матчи на Палогранде.
В 2004 году именно на домашней арене «Онсе Кальдас» добился своей самой значимой победы на международной арене — в финале Кубка Либертадорес в серии пенальти команда сумела одолеть аргентинский суперклуб «Боку Хуниорс», действующего обладателя Межконтинентального кубка, и стать вторым в истории колумбийским победителем самого престижного клубного турнира Южной Америки (после «Атлетико Насьоналя» в 1989 году).

## Турниры
- IV Национальные игры Колумбии 1936
- Молодёжный чемпионат Южной Америки 1987 — 3 матча
- Кубок Америки 2001 — 2 матча: 1/4 и 1/2 финала
- Кубок Либертадорес 2004 — финал
- Молодёжный чемпионат Южной Америки 2005 — 11 матчей
- Чемпионат мира среди молодёжных команд 2011 — 5 матчей группы C, 1 игра 1/8 финала